# Nicholas Carleton
Nicholas Carleton (vers 1570 – 1630) est un compositeur anglais de la Renaissance.

## Biographie
Nicholas (ou Nycholas) Carleton (ou Carlton,) est né vers 1570-1575. 
Enfant, il fait partie de l'aumônerie attachée à la cathédrale Saint-Paul de Londres, en 1582.
Plus tard, il est ami avec le compositeur Thomas Tomkins, qui lui dédie notamment l'une de ses Chansons, en 1622.
Nicholas Carleton est mort en 1630 à Beoley, dans le Worcestershire,.

## Son œuvre
Ses manuscrits connus sont conservés à la British Library :
- A verse for two to play : un In Nomine pour duo de clavier (édité par F. Dawes, Londres, 1949) ;
- Praeludium : partie inférieure d'un duo pour clavier (édité par B. Rose, English Harpsichord Magazine, 1977-1981) ;
- A verse of four parts et Upon the sharp (publiés dans Schott's Anthology of Early Keyboard Music, Londres, 1951).

Ces deux dernières compositions sont considérées comme des « essais intéressants sur le chromatisme et la modulation ».
Avec A verse for two to play, il est probablement l'auteur, sans doute avant Thomas Tomkins, également auteur d'une pièce de même titre, de la plus ancienne partition à quatre mains de l'histoire de la musique.
En revanche, deux œuvres pour clavier à base de plain-chant attribuées à Nicholas Carleton, qui figurent dans le Mulliner Book, semblent être l'œuvre d'un compositeur homonyme antérieur,.